# 試製五十七粍戦車砲
試製五十七粍戦車砲（しせい57みりせんしゃほう）は、1941年（昭和16年）より大日本帝国陸軍が研究・開発した戦車砲。

## 概要
1939年（昭和14年）より開発中であった一式四十七粍戦車砲を上回る威力を持った駆逐戦車用の57mm級戦車砲として1941年（昭和16年）3月より試製五十七粍戦車砲（甲）及び（乙）の研究が開始された。
（甲）は砲塔式として、試製一式砲戦車（後の二式砲戦車）に九九式七糎半戦車砲の砲身と交換して搭載可能なように考慮され、（乙）は自走式として、一式砲戦車の砲身と交換して搭載可能なものとして計画された。1943年（昭和18年）4月より馬式五十七粍砲の砲身を流用して試験が行われ、さらに同年5月には砲を新調して射撃試験が行われた。砲の初速は「甲」が約800m/s、「乙」が約900m/sであったが、いずれも急速に発展した重装甲の新型戦車が連合国に次々に出現したことから威力不足とされ開発は中止された。
一方、前述の駆逐戦車は、翌1942年（昭和17年）に新中戦車（乙）と改称され、1943年（昭和18年）7月に新中戦車（乙）は75mm戦車砲搭載に変更された。これが後の五式中戦車（チリ車）となる。同時に、47mm級戦車砲搭載で計画されていた新中戦車（甲）は57mm級戦車砲搭載に変更された。これが、本砲を搭載する後の四式中戦車（チト車）試製1号車となった。

## 開発
試製五十七粍戦車砲（甲）及び（乙）の成果を取り入れ、1944年（昭和19年）3月、新たに試製チト用の「試製五糎七戦車砲○新」が完成する。1944年5月に試製チト1号車が完成。本砲を搭載した試製チト1号車は同月29日から射撃試験を開始した。
（なお本砲は、二式砲戦車には九九式七糎半戦車砲と砲身等を交換すれば搭載可能とされ、九九式七糎半戦車砲と試製五十七粍戦車砲は、共に放列砲車重量543kｇ、電気発火方式、後座長500mm、俯仰角-15度~+20度と同一であった。また試製チト1号車の搭載した溶接砲塔は二式砲戦車の搭載する物に類似していたとされる。）
しかし射撃試験では砲塔に各種不具合が発生し、砲口初速も予定の800ｍ/ｓに満たない743~798m/sしか発揮できず、また射距離1000mにて装甲60mm貫通（資料によっては五十七粍長加農として射距離500mにて装甲75mm貫通、射距離1000mにて装甲65mm貫通との数値もある。 ）という性能は、急速に発展した重装甲の新型戦車が連合国に次々に出現したことから威力不足とされ、試験の直後に五式中戦車と同じく75mm戦車砲を搭載するよう変更されたため、本砲は採用されることは無かった。
試製五十七粍戦車砲は、試製機動五十七粍砲と弾薬を共通として計画された。試製機動五十七粍砲のために試製された試製一式徹甲弾、試製二式榴弾、試製二式目標指示弾、タ弾なども共用可能と思われる。

## 派生型
本砲と同じ弾薬を共用する対戦車砲として、1941年3月より研究が開始された試製機動五十七粍砲がある。